# Gözeler
Gözeler ist ein Dorf (Köy) im Landkreis Ovacık der türkischen Provinz Tunceli. Im Jahre 2011 lebten in Gözeler 88 Menschen.